# Martín Alund
Martín Alund (ur. 26 grudnia 1985 w Mendozie) – argentyński tenisista.

## Kariera tenisowa
Zawodowym tenisistą Alund był w latach 2004–2017.
W cyklu ATP World Tour najdalej awansował do półfinału w São Paulo (2013), dostając się do turnieju jako szczęśliwy przegrany. Mecz o udział w finale przegrał z Rafaelem Nadalem. W przeciągu kariery Alund nigdy nie wygrał zawodów singlowych ATP Challenger Tour. Triumfował z kolei siedmiokrotnie w turniejach o tej randze w konkurencji gry  podwójnej.
W rankingu gry pojedynczej najwyżej był na 84. miejscu (18 marca 2013), a w klasyfikacji gry podwójnej na 103. pozycji (19 listopada 2012).